# 556
556 foi um ano bissexto do século VI que teve início a um sábado e terminou a um domingo, segundo o Calendário Juliano. as suas letras dominicais foram B e A.
| Ano completo                      |
| --------------------------------- |
| Ano bissexto com início ao sábado |

## Eventos
- 16 de Abril - É eleito o Papa Pelágio I.
- Criação da Diocese de Dume por Carrarico.
- São Martinho de Dume é eleito bispo.